# Tinder
Tinder (englisch für Zunder) ist eine kommerzielle App für Mobile-Dating, das heißt Partnersuche im Internet. Sie zählt damit zu den Singlebörsen.
Die App benutzt ein Swipe-System (englisch swipe ‚streifen, durchziehen‘), bei dem Nutzer die Profilfotos und -infos von anderen Nutzern in ihrer Nähe ansehen können. Gefällt dem Nutzer eine Person, so wischt er das Bild nach rechts. Gefällt sie ihm nicht, wischt er nach links. Wenn beide Nutzer ihre Bilder gegenseitig nach rechts gewischt haben, entsteht ein Match und man kann fortan mit dieser Person über einen Chat kommunizieren.
Tinder gehört der Match Group Inc.

## Geschichte
Tinder wurde von Sean Rad, Jonathan Badeen, Justin Mateen, Joe Munoz, Dinesh Moorjani und Whitney Wolfe gegründet, als diese bei einem firmeninternen Inkubator des Medienunternehmens InterActiveCorp waren, und kam im September 2012 erstmals für iOS auf den Markt. Tinder wurde zuerst auf dem Campus der University of Southern California verbreitet. 60 Prozent der Benutzer verwendeten 2013 das Programm täglich, ein Großteil dieser Nutzer mehrmals täglich. Die InterActiveCorp schlug Tinder ihrer damaligen Tochter Match Group zu, die eine Reihe von Dating-Services anbietet und seit 2020 unabhängig von der InterActiveCorp ist.
Seit März 2015 besteht die Möglichkeit, die letzte Wahl zurückzunehmen. Außerdem lässt sich der Standort manuell festlegen. Diese beiden Funktionen sind jedoch nur durch Zahlung eines Betrages mittels In-App-Kauf freizuschalten, wobei der Betrag von Nutzer zu Nutzer unterschiedlich ist und je nach Alter variiert. Mit der Funktionserweiterung Tinder Gold sieht der Nutzer, welchen Mitgliedern er bereits gefällt, und kann so eigene Matches schneller beeinflussen. Die Funktion Tinder Gold kann nur mit bereits aktivem Tinder Plus aktiviert werden und kostet zusätzlich fünf Euro. Neben der grundsätzlichen Wahl durch Wischen (swipe left or right) können noch sogenannte Superlikes vergeben werden. Es steht auch eine Funktion zur Verfügung, welche das eigene Profil besonders hervorhebt (Boost). Beide Add-on-Funktionalitäten sind kostenpflichtig, wobei im Tarif Gold einige Superlikes kostenlos beinhaltet sind.
Im Januar 2020 kündigte Tinder die Ausweitung der Sicherheitsfunktion für Nutzer an. So erfolgt die Authentifizierung von Nutzern durch in Echtzeit aufgenommene Selfies. Stimmt die von Tinder vorgegebene Pose und das aufgenommene Selfie des Nutzers mit eben dieser Pose überein, erhält dieser einen blauen Haken hinter seinem Profilnamen und gilt somit als „echter Nutzer“. Darüber hinaus erhalten amerikanische Nutzer in Kooperation mit dem Dienst Noonlight die Möglichkeit, geplante Dates in die Noonlight-App zu übertragen und bei Gefahr über einen „Panikbutton“ die Polizei zu alarmieren.
Im Rahmen der COVID-19-Pandemie war es allen Nutzern bis zum 30. April 2020 möglich, ihren Standort beliebig zu ändern. Diese Funktion stand vorher nur Mitgliedern zur Verfügung, die dafür bezahlt haben.
In einem Interview mit dem US-amerikanischen Technikportal The Verge über die Zukunft von Tinder kündigte Elie Seidman, CEO von Tinder, weitere Funktionserweiterungen an. So ist es für 2020 geplant, eine durch Künstliche Intelligenz (KI) moderierte Option für Video-Chats zwischen zwei Matches einzuführen. Dabei soll die KI diese Chats auf Nacktheit überprüfen und gegebenenfalls einen Video-Chat automatisch beenden können. Des Weiteren ist ein sogenannter „Global-Mode“ geplant, der es Nutzern ermöglichen soll, das eigene Profil global sichtbar zu machen. Anders als bei der Passport-Funktion, die bereits für zahlende Nutzer zur Verfügung steht, wird man sich keine gezielte Location aussuchen können, sondern wird weltweit angezeigt. Im Juni 2020 erfolgte die schrittweise Freischaltung des Global-Mode, der in deutschsprachigen Gebieten als „Weltweit“ zur Verfügung steht. Gibt es in der ausgewählten Reichweite im lokalen Standort keine passenden Profile mehr, so kann mit aktivierter „Weltweit“-Funktion nun weltweit nach Matches gesucht werden. Sind wieder Nutzer im Umkreis vorhanden, werden diese priorisiert angezeigt.
Mit dem Abomodell Tinder Platinum erweiterte Tinder die zukaufbaren Funktionen. So ist es Nutzern von Tinder Platinum möglich, jedem sogenannten Superlike eine Nachricht anzuhängen, welche dem potenziellen Match schon vor dem eigentlichen Match angezeigt wird. Zusätzlich werden mit der Funktion Priority-Like vergebene Likes dem Gegenüber priorisiert angezeigt. Alle Optionen von Tinder Plus und Tinder Gold stehen dem Platinum-Nutzer ebenfalls zur Verfügung. Tinder Platinum kostet zwischen 21,99 Euro für einen Monat und 54,99 Euro für drei Monate. Die Preise können, ähnlich wie bei Tinder Plus und Tinder Gold, nach Aufenthaltsort, Alter und Geschlecht des Users variieren.
Vom 12. bis 27. September 2020 fand die erste Swipe Night in Deutschland statt. Dabei handelte es sich um eine interaktive Miniserie für die Nutzer von Tinder innerhalb der mobilen App. In dieser Miniserie, bestehend aus drei fünfminütigen Episoden, begleitet man eine Gruppe Jugendlicher, kurz bevor ein Asteroid die Erde zu zerstören droht. Während der Episoden gibt es immer wieder Sequenzen, an welche der Nutzer innerhalb von sieben Sekunden „moralische Entscheidungen“ treffen muss, welche die Geschichte und den Ausgang der Miniserie beeinflussen. Die drei Episoden konnten im Zeitraum zwischen 12. und 27. September 2020 jeweils am Wochenende angesehen werden. Nach jeder Episode ist es Nutzern möglich, andere Nutzer zu sehen, die gleiche oder ähnliche Entscheidungen getroffen haben. Die Entscheidungen im Spiel haben somit auch Auswirkung auf die potenziellen Matches im Anschluss. Beim Drehbuch der Miniserie wirkten unter anderem Drehbuchautoren der Netflix-Serie Big Mouth und der Facebook-Watch-Serie Five Points mit. In Deutschland war die Miniserie auf Englisch mit deutschen Untertiteln verfügbar. Die erste Swipe Night in Amerika Ende 2019 brachte laut eigenen Angaben 26 % mehr Matches und 12 % mehr Nachrichten im Gegensatz zu einem Wochenende ohne Swipe Night.
Im Oktober 2020 erfolgte die weltweite Einführung der Video-Chat-Funktion zwischen zwei Matches. Bevor eine Verbindung hergestellt werden kann, müssen beide Matches dem Video-Chat aktiv zustimmen.
Mit der Einführung des „Explore“-Tabs in der App im Herbst 2021, setzt Tinder neben der herkömmlichen Nutzungsweise auch auf weitere Kriterien zur Auswahl eines „Matches“. So gibt es mit dem Musik Modus die Möglichkeit, das Tinderprofil mit dem Audio-Streaming-Dienst Spotify zu verbinden und den eigenen Musikgeschmack mit dem potenziellen Match zu teilen. Im aktivierten Modus wird zusätzlich zum Profilbild auch die Musik des Gegenübers automatisch wiedergegeben. Mit dem seit Ende Februar 2022 in Deutschland verfügbaren Modus Fast Chat: Blind Date ist es im aktivierten Zustand möglich, nur anhand von vorher beantworteten Fragen zu „matchen“ und nach einem zeitlich beschränkten Chat zu entscheiden, ob man das Profilbild des Gegenübers sehen will. Mit dem Modus Plus One ist es möglich, eine Begleitung zu Hochzeiten zu finden oder sich selbst als Begleitung zur Verfügung zu stellen. Als Grund für die Einführung gibt Tinder an, es sei „die belebteste Hochzeitssaison seit 35 Jahren“ nach der COVID-19-Pandemie. Im Rahmen der Veröffentlichung des „Explore“-Tabs fand die zweite sogenannte Swipe Night statt. Seit Veröffentlichung des „Explore“-Tabs im Herbst 2021 baut Tinder diesen kontinuierlich aus und verlässt dabei mit dem im Oktober 2022 veröffentlichten Modus Freunde? Freunde! auch das Hauptgeschäftsfeld der Partnersuche. Mit aktiviertem Modus ist es Nutzern von Tindern möglich, unabhängig vom Beziehungsstatus, neue Freunde zu finden. Laut eigenen Angaben ist in Deutschland die Erwähnung der Redewendung „Looking for Friends“ (englisch für Suche nach Freunden) im Profiltext der Nutzer auf Tinder zwischen Februar 2022 und September 2022 um 36 % gestiegen.
In Kooperation mit der Non-Profit-Organisation Garbo ist es seit März 2022 vorerst nur in den USA möglich, durch Eingabe des Vornamens sowie der Handynummer des Matches einen kostenpflichtigen Hintergrundcheck durchzuführen. Garbo gleicht die Angaben mit einer Datenbank von Berichten über Gewalt- und Sexualverbrechen ab. Erhält der Suchende Treffer in der Datenbank, kann er diese direkt an Tinder melden.
Im Mai 2023, 15 Monate nach Beginn des russischen Überfalls auf die Ukraine, kündigte Match Group an, den Betrieb von Tinder in Russland zum 30. Juni 2023 einzustellen.
Mit der Funktion Matchmaker besteht seit Oktober 2023 die Möglichkeit, einen aus der App generierten Link an Dritte weiterzugeben, die darüber einen Tag lang für das Mitglied swipen können. So kann vor dem Match eine Vorauswahl durch Dritte getroffen werden, die das Mitglied dann mit dem Zusatz „Matchmaker“ im Profil angezeigt bekommt. Für das Swipen Dritter über einen solchen Link ist kein Account bei Tinder notwendig.
Im Januar 2024 ernannte die Match Group Faye Iosotaluno nach zweijährigem Urlaub zum CEO von Tinder. Tinder soll zudem nach dem Valentinstag den Betrieb in Belarus einstellen.
Nach der Ankündigung im August 2021 die weltweite ID-Verifikation einzuführen, die in Japan bereits zur Verifizierung des Mindestalters von 18 Jahren genutzt wird, fand diese Prüfung bisher nur in Australien und Neuseeland statt. Die Ausweitung auf die Vereinigten Staaten, das Vereinigte Königreich, Brasilien und Mexiko kündigte Tinder im Februar 2024 für das laufende Jahr an. Anhand von behördlichen Dokumenten wie dem Personalausweis, dem Reisepass oder dem Führerschein soll die Identität des Nutzers über der bereits vorhandenen Fotoverifizierung hinaus verifiziert werden. Die einzureichenden Dokumente sollen dabei zwischen den Ländern variieren. Zusätzlich sollen die übermittelten Daten in teilnehmenden Ländern mit einer Datenbank für Sexualstraftäter abgeglichen werden, dies geschieht laut Tinder derzeit auch schon bei In-App-Käufen mit einer Kreditkarte. Außerdem wird das bei Tinder angegebene Geburtsdatum mit den Angaben der behördlichen Dokumenten abgeglichen. Die ID-Verifikation ist seit Einführung in die App optional. Eine erfolgreiche Verifizierung wird im Profil mit verschiedenen Symbolen gekennzeichnet. So ist es auch möglich, sich weiterhin nur mit einem Foto zu verifizieren, nur die neue ID-Verifizierung zu nutzen oder eine Kombination aus beidem.

## Erstellung eines Kontos
Ein Tinder-Konto kann über das Facebook-Profil, das Google-Konto oder mit einer SMS-fähigen Mobiltelefonnummer erstellt werden, allerdings nutzt diese Funktion eine Facebook-API. Wird das Facebook-Profil zur Anmeldung verwendet, greift Tinder auf den Vornamen und das Alter des Benutzers als Profilangabe zu und wählt fünf Fotos des Benutzers als Profilbilder aus. Die Fotos lassen sich individuell über das Facebook-Profil oder über die eigene Galerie auswählen. Zudem können sich Nutzer in einer Biografie individuell beschreiben. Zusätzlich ist es möglich das Profil mit weiteren Angaben zu vervollständigen, dazu zählen die Angabe von Interessen aus einer von Tinder vordefinierten Liste, die Angabe des Berufes und den Arbeitgeber, die Angabe der besuchten Schule bzw. der besuchten Universität und des Wohnortes, welcher von der aktuellen GPS-Lokalisation abweichen kann. Es ist außerdem möglich, das Instagram-Profil zu verlinken, sowie eine Verbindung mit dem Audio-Streaming-Dienst Spotify herzustellen, um Lieblingskünstler und Lieblingslied auszuwählen. Zusätzlich zu den bei der Anmeldung angegebenen Informationen ist es möglich das Geschlecht unter 37 Geschlechtsidentitäten auszuwählen und dies auf dem Profil ein- oder auszublenden. Auch bei der Angabe der sexuellen Orientierung gibt es mehrere Optionen, die im Profil ein- bzw. ausgeblendet werden können.

## Benutzung
Tinder präsentiert dem Benutzer jeweils die Profilfotos, den Vornamen, das Alter und sonstige Angaben des Nutzers (Beruf, Arbeitgeber, Universität etc.), einer anderen Person, die zuletzt in einem zuvor gewählten Umkreis war. Den Standort bestimmt die App über an den Server gesendete GPS-Daten. Nutzer mit Premiumfunktionen können ihren Standort manuell festlegen. Anhand dieser Informationen entscheidet der Benutzer, ob ihn eine Konversation mit der anderen Person interessieren würde. Wenn beide Benutzer sich gegenseitig als interessant einstufen, erhalten sie einen Match, der beiden Nutzern angezeigt wird. Erst dann ist es möglich, eine Unterhaltung zu starten. Zusätzliche Funktionen wie Super Likes und Boosts erhöhen die Sichtbarkeit bei Tinder. Seit 2021 ermöglicht die Funktion „Explore“ andere Mitglieder nach Filtern wie Alter, Geschlecht oder Interessen zu suchen.
Die kostenlose Verwendung von Tinder ist eingeschränkt möglich. Ohne kostenpflichtigem Abonnement ist etwa die Anzahl an Likes, die vergeben werden können, eingeschränkt.

## Besonderheiten
Unter Benutzung des Facebook-Profils erhält Tinder die grundsätzlichen Informationen über den Benutzer. Um die Personenvorschläge zu optimieren, analysiert der Tinder-Algorithmus die Profilinformationen und das Verhalten bei Nutzung der App und ordnet sie in eine appinterne „ELO-Rangliste“ ein, die allerdings anders funktioniert als die Elo-Zahl in vielen Sportarten. Dieses Ranking gibt Auskunft darüber, wie gut man bei seinen Mitmenschen ankommt. Die Anzahl der Matches ist ein maßgeblicher Teil dieses Verfahrens, allerdings bestimmen noch weitere Faktoren wie beispielsweise die Vielfalt an Informationen, mit der Nutzer ihr Profil ausstatten, über den endgültigen Platz in diesem Ranking. Von dem Ranking verspricht sich Tinder, die Trefferquote ihrer Nutzer erhöhen zu können. Eine besondere Rolle hierbei spielen die geographische Lage, die Anzahl gemeinsamer Freunde und gemeinsame Interessen. Erst nachdem beide Nutzer einander als attraktiv eingestuft haben, können sie miteinander chatten. Auf diese Weise haben Nutzer eine Kontrolle darüber, wer ihnen schreiben darf, und werden nicht mit Nachrichten von Personen konfrontiert, die sie nicht vorher als attraktiv eingestuft haben. Handlungen innerhalb von Tinder werden nicht auf dem Facebook-Profil des Benutzers gemeldet (dies ist auch freiwillig nicht möglich). Mit Tinders Matchmaker-Funktion können Nutzer eine Verbindung zwischen zwei ihrer Facebook-Freunde herstellen, ohne dass diese ihre gesamten Informationen sehen.
Tinder ist für iOS- und für Android-Geräte verfügbar. Die Verwendung ist auch auf Apple TV möglich. Für Windows Phone gibt es zwei inoffizielle Apps. Seit März 2017 ist es möglich, Tinder auch über den Browser zu benutzen. Die Browserversion von Tinder besitzt zusätzlich die Funktion WorkMode, welche dem Nutzer einen schnellen Wechsel zwischen dem normalen Tinder-Interface und einer von Tinder erstellten Website ermöglicht, die durch ihr Aussehen suggeriert, dass der Nutzer arbeitet. Dies ähnelt der Funktion der Bosstaste in Computerspielen und Apps.

## Benutzer
Im Januar 2023 wurde die Zahl der zahlenden Kunden weltweit auf etwa elf Millionen geschätzt. Die meisten User, rund 85 Prozent (etwa 70 Millionen Menschen), nutzten Tinder kostenlos. Die Zahl der monatlichen Nutzer stagnierten seit Ende 2019. In Deutschland wird die Mitgliederzahl auf rund 2 Millionen geschätzt. Die Dating App ist in 190 Ländern verfügbar. Besonders beliebt ist die App bei jungen Erwachsenen zwischen 18 und 35 Jahren. Das Durchschnittsalter der Nutzer liegt bei 26 Jahren. Tinder darf offiziell ab 18 Jahren benutzt werden. Das Verhältnis von Männern zu Frauen liegt ca. bei 60:40. Dies ist einer der Gründe, warum es für Männer auf Tinder deutlich schwieriger ist als für Frauen, einen Match zustande zu bringen.
Einer Forbes Umfrage nach suchen etwa 30 % der Nutzer nach unverbindlichen Dates, je 10 % nach Freundschaft und Freundschaft Plus und 50 % nach einer ernsthaften Beziehung.
Vereinzelt sind Menschen über Tinder auf Finanzbetrüger wie Simon Hayut gestoßen und auf sie hereingefallen.

## Kritik

### Technik und Datenschutz
- Im Februar 2014 wurde bekannt, dass die App über einen Zeitraum von 40 bis 165 Tagen einen Softwarefehler enthielt, der es möglich machte, die GPS-Daten seines Gegenübers abzufangen und auszuwerten. Dieser Fehler bestand sowohl in der Android- als auch in der IOS-App. Er wurde vom Unternehmen Include Security entdeckt und in einem Video demonstriert. Laut Include Security wurde Tinder bereits im Oktober 2013 über den Fehler informiert; das Unternehmen reagierte allerdings, so Include Security, erst im Dezember darauf und behob den Fehler erst in einem Update im Januar 2014.[55] Der Fehler kam dadurch zustande, dass Tinder die Entfernung zwischen zwei Personen nicht auf einem Server, sondern auf den Handys der Nutzer errechnete.[36]

- Weitere Kritikpunkte sind die häufigen technischen Probleme, die Tinder verursacht. Außerdem führte das dahinter stehende Unternehmen im März 2015 altersabhängige Preise ein, die von 1,99 bis 19,99 Euro pro Monat reichen. Je älter die Nutzer, desto mehr Geld sollen sie pro Monat zahlen.[6]

- Im Frühjahr 2015 wurde eine Tinder-Stalking-Studie veröffentlicht. Im Fokus steht dabei das Sicherheitsrisiko, das durch die Verwendung des Facebook-Profils als einzige Registrierungsmöglichkeit bei Tinder entsteht. Andere Benutzer können mithilfe eines Screenshots des Tinder-Profilbildes und der Google-Bildersuche die Identität der Nutzer herausfinden, vor allem, wenn eine Person ihre Facebook-Seite nicht genügend durch Privatsphäreneinstellungen geschützt hat.[56]

- Die Tinder-Datensätze sind nicht vor Zugriffen von außen geschützt. Jede Person kann die Profile durchsuchen, auch wenn die suchende Person selbst kein Tinder-Nutzer ist. Der kostenpflichtige Onlinedienst Swipebuster benutzte dazu beispielsweise die offizielle Entwickler-Schnittstelle von Tinder.[57]
- Im September 2017 veröffentlichte The Guardian einen Artikel einer Journalistin, die alle Daten, die die Tinder-App über sie aufgezeichnet hatte, bei dem Unternehmen anforderte und herausfand, dass Tinder alle Nutzernachrichten, Nutzerstandorte und -zeiten, die Merkmale von Nutzern, die einen bestimmten Nutzer interessieren, die Merkmale bestimmter Nutzer, die für andere Nutzer interessant sind, und die Zeit, die Nutzer mit dem Betrachten bestimmter Bilder verbringen, speichert, was für die Journalistin 800 Seiten an Details ausmachte.[58]

### Psychologische Auswirkungen
Im August 2016 wurde auf der Jahreskonferenz der American Psychological Association eine Studie mit 102 Tinder-Nutzern unter insgesamt 1317 Teilnehmern vorgestellt, nach der Tinder-Nutzer eine geringere Zufriedenheit mit dem eigenen Körper und eine höhere Tendenz zum Objektifizieren ihrer eigenen Körper und der anderer aufweisen. Bei männlichen Tinder-Nutzern sei zusätzlich das Selbstvertrauen geschwächt gewesen. Der Psychologe Glen Jankowski bewertet die Ergebnisse dahingehend, dass Tinder durch die Fokussierung auf Fotos, den begrenzten Platz für Profilinformationen und das schnelle affektive Bewerten des Gegenübers bestehende gesellschaftliche Schönheitsideale verstärke. Die Psychologin Helga Dittmar warnte in diesem Zusammenhang vor einer „Abwärtsspirale“ durch die visuell geprägte Welt der sozialen Medien. Experten bewerten die Stichprobengröße der Studie als relativ klein und dass zwar eine Korrelation, aber keine Kausalität gezeigt wurde. Die Psychologin Lisa Orban sagte dazu: „Die ersten Ergebnisse machen uns auf eine mögliche negative Beziehung zwischen Selbstwertgefühl und Tinder aufmerksam, und zusätzliche Forschung ist sicherlich gerechtfertigt.“

### Kommerzialisierung sozialer Beziehungen
Im Jacobin ordnete Barnaby Lewer Tinder neben anderen Online-Dating-Plattformen in die kapitalistische Tendenz ein, „Beziehungen, die früher vom Kommerz unberührt waren, in kommerzielle Beziehungen, Beziehungen des Austausches, des Kaufens und Verkaufens“ zu transformieren. Tinder sei hierbei die Plattform, bei der vor allem um „Aussehen“ gehandelt werde. Der Mensch würde so zu einem Dividuum – körperliche Attribute würden hierbei in ihre Bestandteile zerlegt. (Haarfarbe, Hautfarbe, Körperform etc.) Der Medien- und Kommunikationswissenschaftler Steffen Krüger und Ane Charlotte Spilde sehen insbesondere in dem visuellen Fokus, der „Prämisse eines binären Entscheidungsprozesses“ und der „spieleartigen Darstellung der Profile“ die Abbildung einer Marktlogik. Um den negativen Effekten zu entkommen, die aus dieser Marktlogik entstehen, seien die Benutzer jedoch auf kostenpflichtige Funktionen angewiesen.
Axel Honneth warnte vor den negativen Auswirkungen der Kommodifizierung und Selbstvermarktung auf die eigene psychische Gesundheit:

„Man braucht keine überbordende Phantasie, um sich vorzustellen, wie [Online-Dating-Plattformen] eine Form der Selbstbeziehung fördern könnten, in der ein Subjekt seine eigenen Wünsche und Absichten nicht mehr in einer persönlichen Begegnung artikuliert, sondern gezwungen ist, sie lediglich nach den Maßstäben der beschleunigten Informationsverarbeitung zu sammeln und zu vermarkten.“

Ziel von Tinder sei es laut dem Wissenschaftsjournalisten Philipp Häusser nicht, Menschen bei der Suche nach langfristigen Partnerschaften oder Freundschaften zu helfen, da die App dann obsolet für diese Nutzer würde, sondern die Nutzer durch „Gamifizierung“ möglichst lange an die App zu binden, um durch anhaltende Werbeeinnahmen und Beitragszahlungen Umsatz zu generieren.